# .ro
.roはルーマニアの国別トップレベルドメインコード。国立R&D情報科学局が運営している。
2007年12月の情報では25万件以上の登録がある。アメリカのマカフィーの調べでは最も危険なドメインとされた。2008年6月の一ヶ月間にグーグルを通して680万件のアクセスがあった。